# Liste von Fahrzeugen auf der Centovallibahn
Die Liste von Fahrzeugen auf der Centovallibahn, führt die Eisenbahn-Fahrzeuge auf, die auf der Centovallibahn zum Einsatz gekommen sind.
Die Società subalpina di imprese ferroviarie (SSIF) und Ferrovie autolinee regionali ticinesi (FART) betreiben gemeinsam die internationalen Züge auf der schweizerischen Centovallibahn und ihrer italienischen Fortsetzung nach Domodossola. Deswegen kamen die meisten Fahrzeuge, zumindest zeitweise, auch auf der Strecke der anderen Gesellschaft zum Einsatz. Auch achten die beiden Gesellschaften darauf, dass sie keine doppelten Nummern vergeben, wobei keine Nummernbereiche einer bestimmten Gesellschaft gehören. Auch wechselten einige Fahrzeuge die Gesellschaft, ohne dabei ihre Nummer zu ändern, denn jede Wagennummer wurde ab 1923 nur einmal vergeben (Einzige Ausnahme ist bei den Pachtfahrzeugen zu der LPB und STL zu finden, bei der die Nummern 1-3 doppelt belegt übernommen wurden). Die Nummer 4 ist die einzige, welche nachträglich für ein zweites Fahrzeug verwendet wurde. Die 1923 verunfallte Ge 2/2 der LPB trug diese Nummer, welche dann 1946 für einen der beiden Ce 2/4 (später Xe 2/4), die von der Strassenbahn Altstätten–Berneck übernommen wurden, verwendet wurde.
Im Übrigen war es auch den Fahrzeugen von der Locarneser Trambahn (Società Tramvie Locarnesi) und nach der Systemumstellung den Fahrzeugen der Locarno-Ponte-Brolla-Bignasco-Bahn möglich, auf der Centovallibahn zu verkehren. Beide Gesellschaften verpachteten ihre Strecken und Fahrzeuge an die FRT, welcher die Betriebsführung ab 1923 oblag. Nach der Betriebseinstellung der beiden Bahnstrecken wurden einige Fahrzeuge von der FART/SIFF übernommen.

## Triebfahrzeugtabelle
Es ist als Eigentümer der letzte Besitzer eingetragen. Auch wird die letzte Bezeichnung verwendet.
| Besitzer | Bezeichnung           | Nummer                                  | Hersteller                           | Inbetriebnahme    | Ausrangierung | Bemerkungen |
| -------- | --------------------- | --------------------------------------- | ------------------------------------ | ----------------- | ------------- | --- |
| FART     | ABDe 4/4 (Xe 4/4)     | 1                                       | MAN, BBC                             | 1907 (1964)       | 1980          | ex LPB, abgestellt ab ca. 1980 in Domodossola abgestellt, 1997 an Verein Freunde Schweizer Schmalspurbahnen (FSS) und Abtransport nach Uster (CH), dort nach gescheiterter Aufarbeitung verschrottet 02.2010                      |
| LPB      | ABDe 4/4              | 2+3                                     | MAN, BBC                             | 1907              | 1966/67       | |
| SSIF     | Xe 2/4                | 4, 5                                    | MAN, MFO                             | 1911 (1946)       |               | ex RhSt Ce 2/4 11,12 a 1980 Nr. 4 ab ca. 1990–95 Denkmal in S. Maria Maggiore am Bahnhof, Nr. 5 an Museum Ogliari in Ranco, der Wagen ist heute in Oropa aufgestellt, um an die Tranvia Biella–Oropa zu erinnern                  |
| FART     | Xe 2/2                | 6                                       | MAN (FART) BBC                       | 1908 (1926, 1975) |               | Ex Trambahn Locarno Ce 2/2, neuer Stahlwagenkasten; um 2004 abgebrochen |
| FART     | Ce 2/2                | 7                                       | MAN BBC                              | 1908 (1925)       | (1993)        | ex Trambahn Locarno Ce 2/2 1, danach als Dienstwagen in Verwendung, Xe 2/2. Seit 1993 wieder im Originalzustand |
| FART     | Tm 2/2                | 9                                       | RACO Nr. 1959                        | 1989              |               | |
| SSIF     | ABDe 4/4              | 11–15                                   | CeT BBC                              | 1923              | 1959-         | Abgebrochen; 11 (1966), 12 (unbekannt, nach Unfall von 1980), 14 (1973), 15 (1959) |
| SSIF     | ABDe 4/4              | 16                                      | CeT (SIFF) BBC                       | 1923 (1975)       |               | 1975 neuer Wagenkasten |
| SSIF     | ABDe 4/4              | 17                                      | CeT BBC                              | 1923 (1962)       |               | Modernisierung 1962 und 1991 renoviert, bis 1967 FART |
| SSIF     | ABDe 4/4              | 18                                      | CeT BBC                              | 1924              |               | 1972 neuer Wagenkasten nach Unfall von 13. August 1967, bis 1967 FART |
| SSIF     | ABe 8/8               | 21–24                                   | SWP TIBB                             | 1959              |               | Namen «Roma» (bis 1981 FART «Ticino»); «Ticino» (bis 1981 FART «Lemano»); «Ossola»; «Vigezzo» |
| FART     | ABDe 6/6              | 31–32                                   | SWP TIBB                             | 1963              | 32: 2024      | Name; 31 Berna, 32 Vallese, seit 1993 Wappen 31 Ticino, 32 Vallese, 31 war 1993–2006 ADe 6/6 |
| SSIF     | ABe 6/6               | 33–35                                   | SWP TIBB                             | 1968 (1979–80)    |               | Ex FLP ABe 4/6 10-12, Name; 33 Sempione, 34 Piemonte, 35 Verbano |
| FART     | Be 4/8                | 41–42                                   | SIG BBC                              | 1979              | 1991/92       | Verkauf an FLP. Namen bei der FART 41 PEDEMONTE, 42 MELEZZA |
| FART     | ABe 4/8               | 45–48                                   | Vevey ABB                            | 1992–94/2011      |               | Umbau aus ABe 4/6 55–58; 2025 Verkauf an die FGC |
| FART     | ABe 4/6               | 51–58                                   | Vevey ABB                            | 1992–94           |               | 57–58 als Ae 4/6 ausgeliefert, 2006/09 und 2008 zu ABe 4/6 umgezeichnet bzw. umgebaut; 51 ausgebrannt am 15. Januar 2009; 55–58 Umbau zu ABe 4/8; 2025: 52 Verein Farben für Zürich in Opfikon, 53 Ersatzteilspender SSIF, 54 FGC |
| SSIF     | ABe 4/6               | 61–64                                   | Vevey ABB                            | 1992–94           |               | |
| SSIF     | ABe 4/4               | 81,83,85                                | Officine Ferroviaire Veronesi, Skoda | 2007              |               | Aus den Fz. 81-89 werden zusammen mit den drei «Rimorchiata P 810-812», drei vierteilige Züge gebildet |
| SSIF     | Be 4/4                | 82,84,86                                | Officine Ferroviaire Veronesi, Skoda | 2007              |               | Aus den Fz. 81-89 werden zusammen mit den drei «Rimorchiata P 810-812», drei vierteilige Züge gebildet |
| SSIF     | Be 4/4                | 87,88,89                                | Officine Ferroviaire Veronesi, Skoda | 2007              |               | Aus den Fz. 81-89 werden zusammen mit den drei «Rimorchiata P 810-812», drei vierteilige Züge gebildet |
| FART     | Ae 2/4 ABe 2/4 Be 2/4 | 1101–1108 1201–1204 1301–1308 1401–1408 | Stadler                              | 2025              |               | 4 Vierwagenzüge und 4 Dreiwagenzüge seit 2024 in Ablieferung |
| SSIF     | Ae 2/4 ABe 2/4 Be 2/4 |                                         | Stadler                              | 2026              |               | 4 Vierwagenzüge |